# Мъката на разбитото сърце
„Мъката на разбитото сърце“ (на руски: Мука разбитого сердца) е историческо-приключенска повест от руския писател Борис Акунин, написана през 2007 г. Това е втората част от първата книга за приключенията на руски и немски шпиони по време на Първата световна война. Той описва опасните приключения на Алексей Романов, който става член на военното разузнаване. Действието на романа се развива в Швейцария в началото на Първата световна война. Този роман е написан в стила на комедията и мелодрамата.

## Сюжет
Внимание:  Текстът по-долу разкрива сюжета на произведението (или части от него)!
... Ноември 1914 г. Чрез компрометирания от шпионина Йозеф фон Теофелс план на мобилизация (Младенецът и дяволът), руската армия претърпява тежка загуба в Източна Прусия. На фронтовата линия има продължителни битки. За да изкупи вината си за това, Алексей Романов се записва като доброволец, но още в първата атака е ранен в ръката, и е изпратен в тиловата част. Романов научава, че обектът на обожанието му, девойката Серафима се омъжва за друг. Разочарован от живота Романов решава да се самоубие, но е спасен от княз Козловски, която му предлага нова, опасна работа.
... В неутрална Швейцария в продължение на много години, действа международният мошеник фон Зомер, който основава един вид „шпионски пазар“. Зомер закупува различна секретна информация, а след това я препродава разузнавателните служби по света. Измамникът не прави изключение: той се продава тайните както на държавите от Тройния съюз и на страните от Антантата. Зомер е извън политиката, той се интересува само от пари. Руското разузнаване не е в състояние да плати по „тарифите“ на Зомер, затова решава просто да открадне документите от неговата картотека, която е внимателно пазена. Началникът на руското разузнаване генерал Владимир Жуковски решава да изпрати на Швейцария малка група от агенти под прикритието на водевилни актьори. „Солист“ трябва да бъде Алексей Романов, а княз Козловски ще бъде пианист. Романов, Козловски и няколко агента започват акция за откриване на тайните на фон Зомер ...
Първият опит да се възползват от скъпоценната картотека завършва трагично. Козловски и Романов са готови да се откажат, но изведнъж на помощ им идва танцьорката Клара Нинети, в която Алексей Романов е влюбен, и скорошния ухажор на Клара, известния италиански поет Рафаел д'Арборио. Д'Арборио среща Романов и предлага помощта си, защото поетът е страстен привърженик на каузата Италия се присъедини към Антантата. Клара е любовница на фон Зомер, и ще бъде в състояние да спусне от прозореца на къщата въжена стълба. Да отворят сейфа и да унищожат пазачите на фон Зомер са готови „помощниците“ на загадъчния дон Трапано. Дон Трапано – добрият приятел д'Арборио и „Кръстникът“ на всемогъщата италианска мафия. А дали и неговата любима Клара не играе двойна игра ...

## Исторически препратки
- В романа има прототипи на реални исторически личности. „Рафаел д'Арборио“ визира Габриеле д'Анунцио – известен италиански поет, писател и журналист от началото на 20 век, а „Владимир Жуковски“ – Владимир Джунковски, руски генерал, заместник-министър на вътрешните работи и командир на Корпуса на жандармеристи в 1913 – 1915 години.
- В първата книга са включени различни елементи свързани с живота на Пушкин. Във втората част това са дуелите на писателя за неговата чест.